# 116 pr. n. št.

## Smrti
- 26. junij - Ptolemaj VIII. Everget, faraon iz Ptolemajske dinastije (* okoli 182 pr. n. št.)
- Ariarat VI. Kapadoški (* ni znano)
- Kleopatra II., kraljica Egipta iz Ptolemajske dinastije (* 185 pr. n. št.)